# Алимжанов, Исахан Молдаханович
Исахан Молдаханович Алимжанов (каз. Исахан Молдаханұлы Әлімжанов, 7 августа 1959 — 9 декабря 2020, село Октябрь, Алматинская область, Казахская ССР) — казахстанский предприниматель, депутат Мажилиса Парламента Республики Казахстан. Основатель первой казахстанской инфотелекоммуникационной компании АЛСИ.

## Семья
Родился 7 августа 1959 года в селе Октябрь, Талгарского района Алматинской области.
Отец — Молдахан Алимжанов — участник ВОВ, был тяжело ранен, награжден медалью «За отвагу». После войны работал налоговым агентом при сельском совете.
Мать — Каншайым Алимжанова — работала поваром.
Женат. Жена — Сауле Бекеева, дочери — Алина и Жания.

## Образование
В 1982 году окончил Московский инженерно-строительный институт (МИСИ) по специальности «Промышленное и гражданское строительство».
В 1985 году окончил аспирантуру МИСИ. Кандидат технических наук (1985).

## Профессиональная деятельность
Исахан Алимжанов был из числа первых бизнесменов независимого Казахстана. В 1991 году основал компанию АЛСИ — одну из старейших компаний страны в сфере информационных технологий. Занимался политической и общественной деятельностью, являлся депутатом Мажилиса Парламента РК 2-го созыва.
1982 год — младший научный сотрудник на кафедре строительных конструкций в МИСИ, г. Москва;
1985 год — старший преподаватель в ДГМСИ (Джамбульский гидромелиоративный строительный институт), г. Джамбул;
1986 год — секретарь комитета комсомола ДГМСИ, г. Джамбул;
Январь 1987 года — инструктор отдела студенческой молодежи ЦК ЛКСМ Казахстана, г. Алма-Ата;
Ноябрь 1987 года — инструктор отдела студенческой молодежи ЦК ВЛКСМ, г. Москва;
1988 год — зав. отделом по работе с научной молодежью ЦК ЛКСМ Казахстана, г. Алма-Ата;
1989 год — зав. отделом социально-экономических проблем молодежи ЦК ЛКСМ Казахстана;
1990 год — ген. директор СП «Казфер-Импэкс»;
1991 год — председатель правления СП «АЛСИ»;
1999 год — избран депутатом Мажилиса Парламента Республики Казахстан, комитет по финансам и бюджету;
2004 год — генеральный директор ТОО «АЛСИ».
АЛСИ
В 1990 году стал одним из основателей советско-сингапурско-бангладешского предприятия «КАЗФЕР-ИМПЕКС», уставной целью которого было насыщение Казахстана продукцией высокотехнологического производства ведущих мировых производителей электронного оборудования. В 1991 году на базе предприятия была основана компания АЛСИ — совместное советско-сингапурское предприятие, объединившее финансовый, организационный, человеческий потенциал, наработанный ее предшественниками. После обретения Казахстаном независимости «АЛСИ» перерегистрируется уже как казахстанско-сингапурское предприятие.
С 1990 по 1991 год И. М. Алимжанов занимал в компании «КАЗФЕР-ИМПЕКС» пост генерального директора, затем стал председателем правления СП АЛСИ.
Примером деятельности предприятия может служить первая глобальная компьютерная сеть в Алма-Ате на основе сетевого оборудования АRСNЕТ под управлением программного обеспечения компании NOVELL. Казахстанские компании оснащались современными в то время компьютерами XT и АТ286. «КАЗФЕР-ИМПЕКС» первым поставил в Казахскую ССР компьютеры на базе процессоров INTEL 386.
При компании были созданы также малые предприятия «КАЗ-Инко», «КАЗ-Модо», «АК-КУ», которые тоже занимались поставкой современной техники и реализацией проектов в различных отраслях народного хозяйства Казахстана.
На заре независимости АЛСИ возили технику самолетами, бизнес интенсивно развивался. Компания одной из первых в 1995-м году открыла в Алматы крупные розничные магазины электроники.
Сегодня в Группу Компаний АЛСИ входят компании: «АЛСИ Азия Систем», «Comportal», DDC (Direct Distribution Company), АЛСИ Сервис (сертифицированный сервисный центр по обслуживанию и ремонту IT-оборудования), «Держава Люкс», АЛСИ — Системный интегратор IT и АЛСИ Управление Активами — управляющая компания.

## Политическая деятельность
В 1999 году был избран депутатом Мажилиса Парламента Республики Казахстан второго созыва, где являлся членом комитета по бюджету и финансам. В парламент баллотировался в качестве самовыдвиженца.
Занявшись политической деятельностью, открыто выступал по наиболее острым вопросам[каким?], фокусируясь на проблемах расходования бюджетных средств, выражая позицию широкой общественности.